# Bibrastraße 12 (Bad Kissingen)

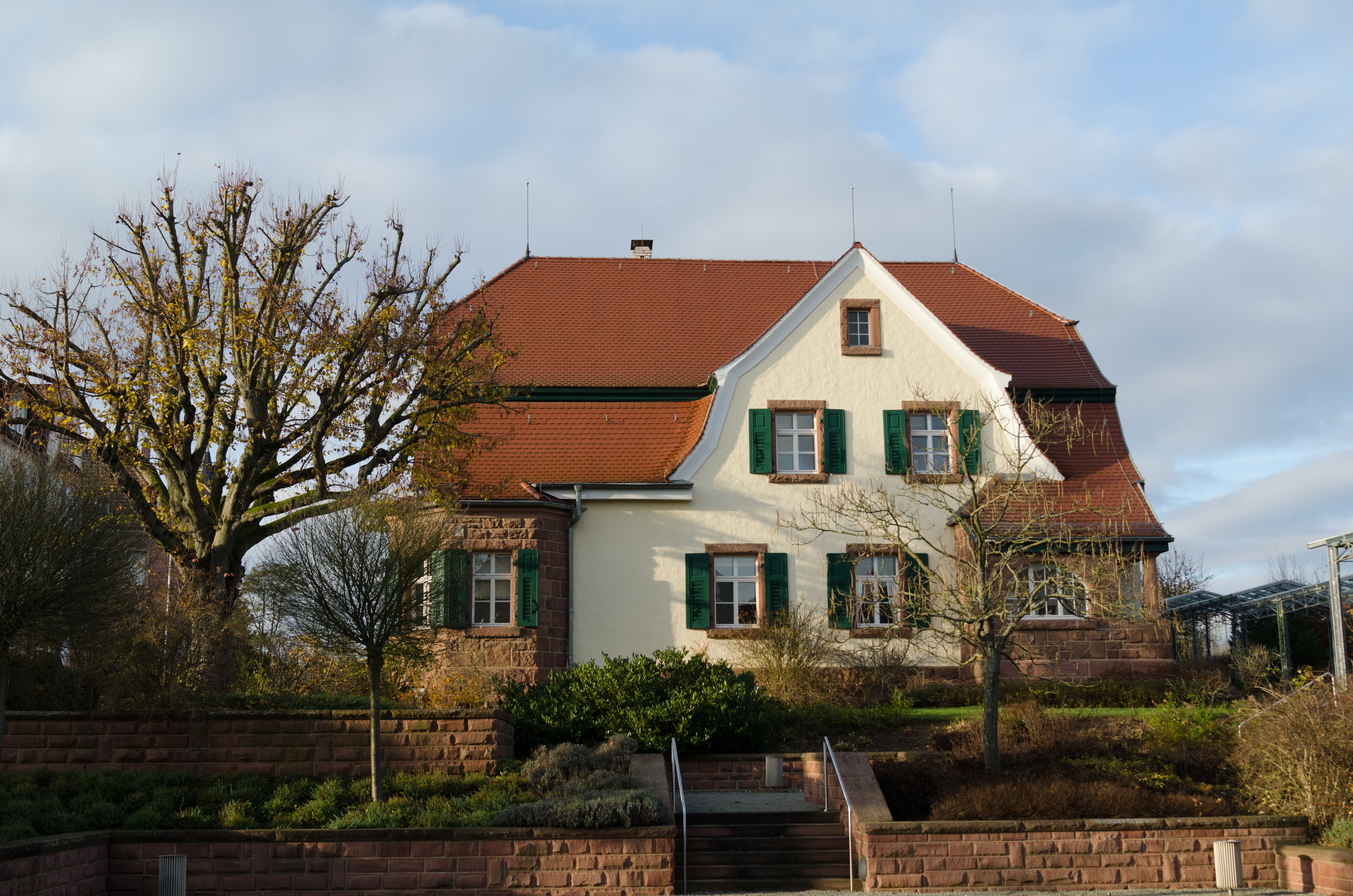
Bibrastraße 12 in Bad Kissingen

Die ehemalige Kurgärtnerei  Bibrastraße 12 in der Bibrastraße in Bad Kissingen, der Großen Kreisstadt des unterfränkischen Landkreises Bad Kissingen gehört zu den Bad Kissinger Baudenkmälern und ist unter der Nummer D-6-72-114-14 in der Bayerischen Denkmalliste registriert.

## Geschichte
Das Anwesen entstand um das Jahr 1905 als eingeschossiger Mansarddachbau mit Krüppelwalm in Formen des Jugendstils.
Die Kurgärtnerei befand sich ursprünglich neben dem Kurhausbad an der Prinzregentenstraße 6 (gegenüber dem Haus Messerschmitt [Am Kurgarten 2]) und wurde aus Platzgründen zunächst an die Bibrastraße 12 und im Jahr 1984 an die Obere Saline 10 im Stadtteil Hausen verlegt.
Am Villenbau Bibrastraße 12 ist der Jugendstil mit verfremdeten formalen Elementen wie Mansarddach, Treppentürmchen, Eckerker und Säulengang kombiniert. Zum Anwesen gehört die gleichzeitig entstandene Einfriedung mit Blumenkorbschmuck und Hausteinmauerwerk.